# Kim Hyo-min

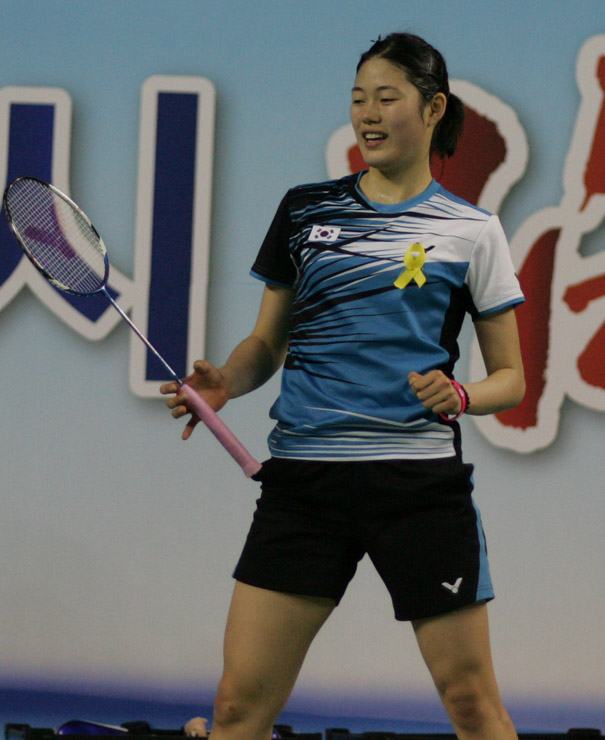
Kim Hyo-min, 2014

Kim Hyo-min (kor. 김효민; * 8. Dezember 1995) ist eine südkoreanische Badmintonspielerin. 

## Karriere
Kim Hyo-min nahm 2011 an den Badminton-Juniorenweltmeisterschaft teil, schied dort jedoch noch in der ersten Runde des Dameneinzels aus. Ein Jahr später gewann sie Bronze im Doppel und mit dem Team. Bei den Iceland International 2012 wurde sie ebenfalls Dritte im Doppel, bei den Scottish Open 2012 Zweite im Einzel. Im gleichen Jahr belegte sie auch Rang drei im Einzel bei den India International 2012.